# Love and Peace or Else
Love and Peace or Else to piosenka rockowej grupy U2, pochodząca z jej wydanego w 2004 roku albumu, How to Dismantle an Atomic Bomb.
Najwcześniejsze zapisy piosenki pochodzą jeszcze z sesji nagraniowych płyty Pop. "Love and Peace or Else" jest "wielką prośbą o pokój", zbliżoną do innych utworów U2: "Sunday Bloody Sunday", "Please", "Miss Sarajevo" i "Peace on Earth".
Podczas koncertów w ramach trasy Vertigo Tour, w trakcie wykonywania piosenki Larry Mullen, Jr. przechodził na środek rampy o kształcie elipsy, gdzie grał na floor tomie i talerzach perkusyjnych. Pod koniec "Love and Peace or Else" Bono robił sobie krótką przerwę w śpiewaniu i grał na perkusji do czasu rozpoczęcia kolejnego granego utworu, którym był "Sunday Bloody Sunday". Podczas większości wykonań na żywo piosenki, Larry śpiewał wraz z Bono fragment refrenu: "release, release, release, release".